# 1963 en chimie
Cet article présente les faits marquants de l'année 1963 en chimie.

## Évènements
- 3 décembre : début de la commercialisation du valium par les laboratoires Hoffmann-La Roche[1].
- Les chimistes R.D. Stephens et C.E. Castro de l'université de Californie (Riverside) découvre le couplage de Castro-Stephens qui constitue un outil pour la synthèse de composés organiques[2],[3].

## Prix
- Prix Nobel de chimie : Karl Ziegler et Giulio Natta pour leurs découvertes dans le domaine de la chimie et de la technologie des hauts polymères[4].
- Prix Procter & Gamble : William A. Zisman[5]
- Prix Anselme-Payen : Clifford Purves[6]
- Médaille Garvan-Olin : Mildred Cohn[7]
- Prix Ernest-Guenther : Arthur John Birch[8]
- ACS Award in Pure Chemistry : Stuart A. Rice[9]
- Médaille Priestley : Peter J. W. Debye[10],[11],[12]
- Médaille Leverhulme : Archer John Porter Martin[13]
- Médaille Davy : Edmund John Bowen en reconnaissance de ses travaux remarquables sur l'élucidation des réactions photochimiques, et pour son étude de la fluorescence et de la phosphorescence en relation avec les processus moléculaires concernés[14],[15].
- Claude S. Hudson Award in Carbohydrate Chemistry : Nelson K. Richtmyer[16]
- Médaille William-H.-Nichols : Louis F. Fieser[17]

## Naissances
- 10 février : Vera Lúcia de Miranda Guarda, docteure en sciences pharmaceutiques brésilienne.
- 27 octobre : Luc Chanteloup, chimiste et historien français.